# 에스투디안테스 데 라플라타
클루브 에스투디안테스 데 라플라타(스페인어: Club Estudiantes de La Plata)는 아르헨티나 부에노스아이레스주 라플라타를 연고로 하는 축구 클럽으로 아르헨티나 프리메라 디비시온에 속해 있다. 코파 리베르타도레스 2009 우승, FIFA 클럽 월드컵 2009 준우승을 한 바 있다.
1960년대 후반에 열렸던 여러 국제 대회 석권으로 인해 아르헨티나 전역에서 팬층이 분포하고 있다. 에스투디안테스의 팬들은 (비록 보카, 리베르, 인데펜디엔테의 3강에 미치지는 못하지만) 아르헨티나에서 가장 충성도가 높은 팬 중의 하나로 여겨진다.
라플라타에서는 주로 중산층의 지지를 받고 있다. 또한 노동자 계층에서 지지를 받고 있는 힘나시아와는 라이벌 관계를 형성하고 있다. (클라시코 플라텐세 참조.)

## 경기장

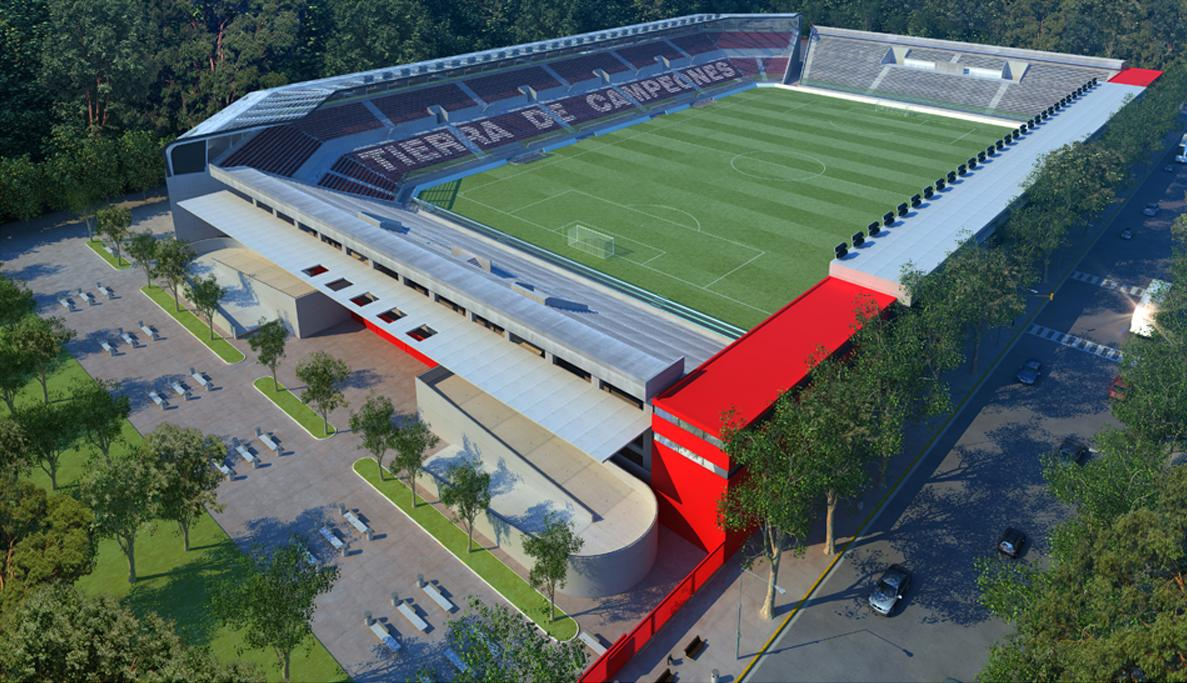
신축 예정 경기장의 조감도

홈구장은 라 플라타 중심부에 위치한 호르헤 루이스 이르스치 경기장(Estadio Jorge Luis Hirschi)이며, 시설은 그리 좋지 못해서 양쪽 골대 뒷쪽은 계단형 입석이며 서쪽 스탠드는 도로와 나무들로 구분된 좌석이다. 동쪽 스탠드만이 지붕이 씌워져 있다.
협소한 경기장의 규모와 시설때문에, 규모가 큰 국제경기(코파 리베르타도레스나 인터콘티넨털컵 등)를 치를 때마다 에스투디안테스는 전통적으로 보카 주니어스의 홈 구장인 라 봄보네라를 애용해 왔다.
2006년 8월 라 플라타 시와 구단은 경기장 신축을 결정하여, 2008년 7월부터 관중석 27,000 석 규모의 새 경기장 티에라 데 캄페오네스 경기장(Estadio Tierra de Campeones)을 짓고 있다.

## 우승 기록

#### 아마추어: 1회
- 1913년 - 선수권(Campeonato)

#### 프리메라 디비시온: 4회
- 1964년 - 전기리그(Metropolitano)
- 1982년 - 전기리그(Metropolitano)
- 1983년 - 후기리그(Nacional)
- 2006년 - 아페르투라(Apertura)

#### 국제대회: 6회
- 인터콘티넨털컵: 1회 - 1968년
- 코파 리베르타도레스: 4회 - 1968년, 1969년, 1970년, 2009년
- 코파 인테라메리카나: 1회 - 1969년

## 선수 명단

### 현역
참고: FIFA 자격 규정에 따라 소속된 국가대표팀 국기를 표시합니다. 선수는 복수의 FIFA 비회원국 국적을 가지고 있을 수 있습니다.
| 번호 | 포지션 | 국적     | 이름              |
| ---- | ------ | -------- | ----------------- |
| 14   | DF     | 우루과이 | 세바스티안 보셀리 |
| 18   | FW     | 콜롬비아 | 에드윈 세트레     |
| 19   | MF     | 콜롬비아 | 알렉시스 마뇨마   |

| 번호 | 포지션 | 국적 | 이름 |
| ---- | ------ | ---- | ---- |

## 역대 감독
| 감독              | 임기        |
| ----------------- | ----------- |
| 카를로스 빌라르도 | 1971        |
| 카를로스 빌라르도 | 1973 ~ 1976 |
| 카를로스 빌라르도 | 1982 ~ 1983 |
| 엔소 트로세로     | 1994 ~ 1995 |
| 카를로스 빌라르도 | 2003 ~ 2004 |
| 호르헤 부루차가   | 2005 ~ 2006 |
| 디에고 시메오네   | 2006 ~ 2007 |
| 알레한드로 사벨라 | 2009 ~ 2011 |